# Hydroeciodes catadea
Hydroeciodes catadea är en fjärilsart som beskrevs av Dyar 1921. Hydroeciodes catadea ingår i släktet Hydroeciodes och familjen nattflyn. Inga underarter finns listade i Catalogue of Life.